# Beckley, East Sussex
Beckley är en ort och civil parish i Storbritannien.   Den ligger i grevskapet East Sussex och riksdelen England, i den sydöstra delen av landet, 80 km sydost om huvudstaden London. Beckley ligger 22 meter över havet och antalet invånare är 1 012.
Terrängen runt Beckley är platt, och sluttar österut. Runt Beckley är det ganska tätbefolkat, med 166 invånare per kvadratkilometer. Närmaste större samhälle är Hastings, 15,3 km söder om Beckley. Trakten runt Beckley består i huvudsak av gräsmarker.